# Dolmens de Trainel
Les dolmens de Trainel sont deux dolmens situés dans la forêt domaniale de Vauluisant à Saint-Maurice-aux-Riches-Hommes, dans le département de l'Yonne, en France.

## Historique
Philippe Salmon mentionne en 1878 dans son Dictionnaire archéologique de l'Yonne qu'« il existe dans le Bois de Trainel un dolmen sous lequel on a trouvé un grand nombre de corps ». La première description détaillée des dolmens, datée de 1915, est due à Joseph Perrin. L'un des deux dolmens est fouillé sommairement en 1907.
Les deux dolmens sont classés au titre des monuments historiques par arrêté du 22 mai 1922. Une nouvelle fouille clandestine est réalisée en 1927 par des écoliers accompagnés de leur professeur. Les dolmens retombent alors dans l'oubli, on les croit même détruits, mais ils sont redécouverts en 1991 par des historiens locaux.

## Description
Les deux dolmens ont été édifiés sur une faible pente dominant un ru temporaire sur une pente faisant face à l'ouest. Ils sont espacés d'une dizaine de mètres sur un espace qui semble avoir été nivelé au préalable Un grand bloc tabulaire situé au sud des deux dolmens pourrait correspondre aux vestiges d'un autre monument.
Le « petit dolmen »  est constitué d'une table de couverture en grès mesurant 1,70 m de long sur 1,43 m de large et épaisse de 0,45 m fortement inclinée. La chambre mesure 1,20 m de long sur 0,65 m de large. Elle est délimitée par deux orthostates et une petite dalle de fermeture. Elle a été vidée anciennement sans résultat connu .
Le « grand dolmen » est également constitué d'une unique table de couverture (2,30 m de long sur 1,38 à 1,45 m de large et 0,50 m d'épaisseur). Trois autres blocs de grès sont visibles aux alentours, ils pourraient correspondre aux vestiges d'un couloir. La chambre est légèrement excavée (1,62 m de long sur 0,65 m de large et 0,95 m de hauteur). Des ossements humains y ont été recueillis.
Les vestiges d'un troisième dolmen, dit « dolmen du Bois de Bray, » ont été découverts en 1992, à environ 1 500 m au sud-ouest des deux dolmens de Trainel.